# جوایز آدی
جوایز آدی (انگلیسی: Audie Awards) یا آدیز (به انگلیسی: Audies) برای بزرگداشت دستاوردها در زمینه تولیدات صوتی از جمله کتاب صوتی و درام رادیویی منتشرشده در ایالات متحده آمریکا برگزار می‌شود. برگزارکننده این مراسم اتحادیه ناشران صوتی آمریکا (APA) است و این مراسم هر سال در ماه مارس برگزار می‌شود. اولین دوره این مراسم در سال ۱۹۹۶ برگزار شد.
از جوایز آدی با عنوان اسکار صنعت تولیدات صوتی یاد می‌شود.